# Scotocyma platydesma
Scotocyma platydesma är en fjärilsart som beskrevs av Oswald Beltram Lower 1894. Scotocyma platydesma ingår i släktet Scotocyma och familjen mätare. Inga underarter finns listade.